# 了凡四訓
《了凡四訓》，是明朝袁了凡（1533年—1606年），字坤儀，寫給兒子的家訓，是中國一本善書。

## 成書緣起
袁了凡是一個書生，名為袁黃，在考科舉之前認識了雲南孔姓占卜師，孔先生幫他算出三場秀才名次，童生考試第十四名、府學考試七十一名，提學考試第九名，取得生員資格。次年赴考，三場的结果都正確，讓袁黃嚇得半死。後孔先生又說，袁黄的功名將止於貢生，官至四川的一個縣令，五十三歲時壽終正寢，無子。袁黃接受孔先生之建議，放棄醫學，繼續科舉。因此認為宿命不容改變。且孔先生說他將於53歲壽終，無子嗣，袁認為天命不可違，於是淡然處之。37歲時遇見雲谷禪師，透過雲谷禪師教導積德行善並且傳授準提咒，訓練清淨心與慈悲心，解說命運如何掌握在自身，宿命可以改變，於是自號了凡。從此積極為善助人，改過遷善，修正觀念，不僅未於53歲壽終，且生下一個兒子，並於69歲那年寫下《了凡四訓》，最終壽命至74歲。《了凡四訓》正是袁了凡要給兒子的家訓。

## 四篇主題
了凡四訓全冊劃分為四篇，包括以下：
- 第一篇 立命之學 - 說明人的命運是可靠自己創造，而不是被命數所束縛。
- 第二篇 改過之法 - 從小的過失及時改過，那自然便不會犯下大的過錯。
- 第三篇 積善之方 - 多做善事幫助別人，善事積多了，命運自然也有所改變。
- 第四篇 謙德之效 - 與人相處，待人要謙虛，從中學習，自然便有進步。

## 影視作品
電影《了凡四訓》由中國大陸演員達式常、丁嘉麗所主演，根據明代袁了凡的真實傳奇故事改編，宣傳中華傳統文化與佛教思想。
亦有拍成電視劇《了凡的故事》，全劇共23集，由淨空法師出資指導，游本昌居士主拍，淨宗學會發行。

## 外部連結
- 《了凡四訓》原文、白話篇 （页面存档备份，存于）
- 《了凡四訓》白話篇 （页面存档备份，存于）
- 《了凡四訓》原文 （页面存档备份，存于）
- 《了凡四訓講記》（页面存档备份，存于）
- 電視劇——了凡的故事第1集 改造命運的祕訣《了凡四訓》：命由己造，心想事成（页面存档备份，存于）
- 了凡四訓繁體卡通版 （页面存档备份，存于）
- 了凡四訓紙本漫畫 免郵索取贈閱